# Koolrabi
De koolrabi (Brassica oleracea convar. acephala alef. var. gongylodes)
is een groente die vermoedelijk uit Noord-Europa stamt. Het is een van de vele teeltvormen van kool.
De knol die van de koolrabi wordt gebruikt is de verdikte stengel en is dus niet de wortel. Koolrabi komt meestal in een lichtgroene maar soms ook in een paarse teeltvorm voor. Deze twee vormen zijn niet verschillend in smaak. De knol moet in een jong stadium, als ze 7–8 cm in doorsnee zijn, geoogst worden, omdat ze anders vezelig worden. Ook is er een ras (witte reuzenkoolrabi), dat zeer grote knollen geeft.
De koolrabi heeft behoefte aan een voedingsrijke en vochtige bodem en hij groeit het beste in een gematigd klimaat. De meeste koolrabi wordt verbouwd in Duitsland, waar men er per jaar 40.000 ton van voortbrengt. In Nederland vindt in het zuiden op kleine schaal ook teelt plaats.
Koolrabi kan zowel rauw als gekookt genuttigd worden. Deze energie-arme groente (105 kJ/100g) is rijk aan bouwstoffen zoals Vitamine B, Vitamine C, kalium, magnesium.

## Inhoudsstoffen
100 gram gekookte koolrabi bevat:
| Energetische waarde | 102 kJ/24 kcal |
| Koolhydraten        | 4 gram         |
| Eiwit               | 2 gram         |
| Vet                 | 0 gram         |
| Vitamine C          | 50 mg          |
| Caroteen            | 0,23 mg        |
| Vitamine B1         | 0,04 mg        |
| Vitamine B2         | 0,05 mg        |
| Calcium             | 90 mg          |
| IJzer               | 1,0 mg         |

## Ziekten
Koolrabi kan aangetast worden door de schimmelziekten valse meeldauw (Peronospora parasitica) en grauwe schimmel (Botrytis cinerea). Ook kan aantasting door knolvoet (Plasmodiophora brassicae) plaatsvinden.